# HD 100929
HD 100929，又名CP-60 3140，SAO 251479、HR 4472，是一颗恒星，视星等为5.83，位于銀經293.97，銀緯0.51，其B1900.0坐标为赤經11h 31m 42.2s，赤緯-60° 0.51′ 57″。